# فتاة زيغفيلد (فلم)
فتاة زيغفيلد (بالإنجليزية: Ziegfeld Girl) فيلم استعراضي جميل به ثلاث أيقونات جميلة من نجوم السينما الجميلات وهن (جودي جارلاند صاحبة الصوت الجميل والقوي و الجميلة هيدي لامار و الجميلة والموهوبة لانا تيرنر) و شاركهم البطولة جيمس ستيوارت و هذا الفيلم من أفلام الاستعراض عن ثلاث فتيات من فتيات الاستعراض كل واحدة لها هدفها الخاص الأولى جودي جارلاند الفتاة الطموحة التي تحلم بأن تكون من أشهر المغنيات الاستعراضيات وتنجح في الوصول لهذا الهدف في النهاية وهيدي لامار التي تشارك في هذه الاستعراضات ولكنها تفضل الزواج والحياة الأسرية على حساب طموحها مع حبيب القلب والثالثة لانا تيرنر الفتاة الجميلة وأكثرهن براعة في الاستعراض وكانت على قصة حب مع شاب طموح لكنها تسعى للمال والربح السريع الذي أودى بنهايتها المأساوية.
هذا الفيلم من أروع التابلوهات الاستعراضية والتي اتسمت بالإنتاج الضخم والأغاني الجميلة ذات الطابع الشجي والطابع الراقص مع وجود مباراة جميلة في التمثيل وكانت لانا تيرنر أفضل واحدة في الثلاثة من حيث البراعة في التمثيل أما هيدي لامار مساحة الدور لم تتح لها أن تبرز إماكناتها التمثيلية الرائعة أما جودي جارلاند فقد لعبت دور التوازن المدهش حيث وفقت بين التمثيل والغناء.
هذا الفيلم من إنتاج 1941 و فرقة (زيجفيلد) فرقة فرنسية نزحت إلى أمريكا وظلت تتواصل في عروضها المميزة حتى وصلت إلى صبغتها الأمريكية التي تتسم بالتنوع المدهش في ردائها الأوروبي.

## وصلات خارجية
- مقالات تستعمل روابط فنية بلا صلة مع ويكي بيانات